# Da He ding

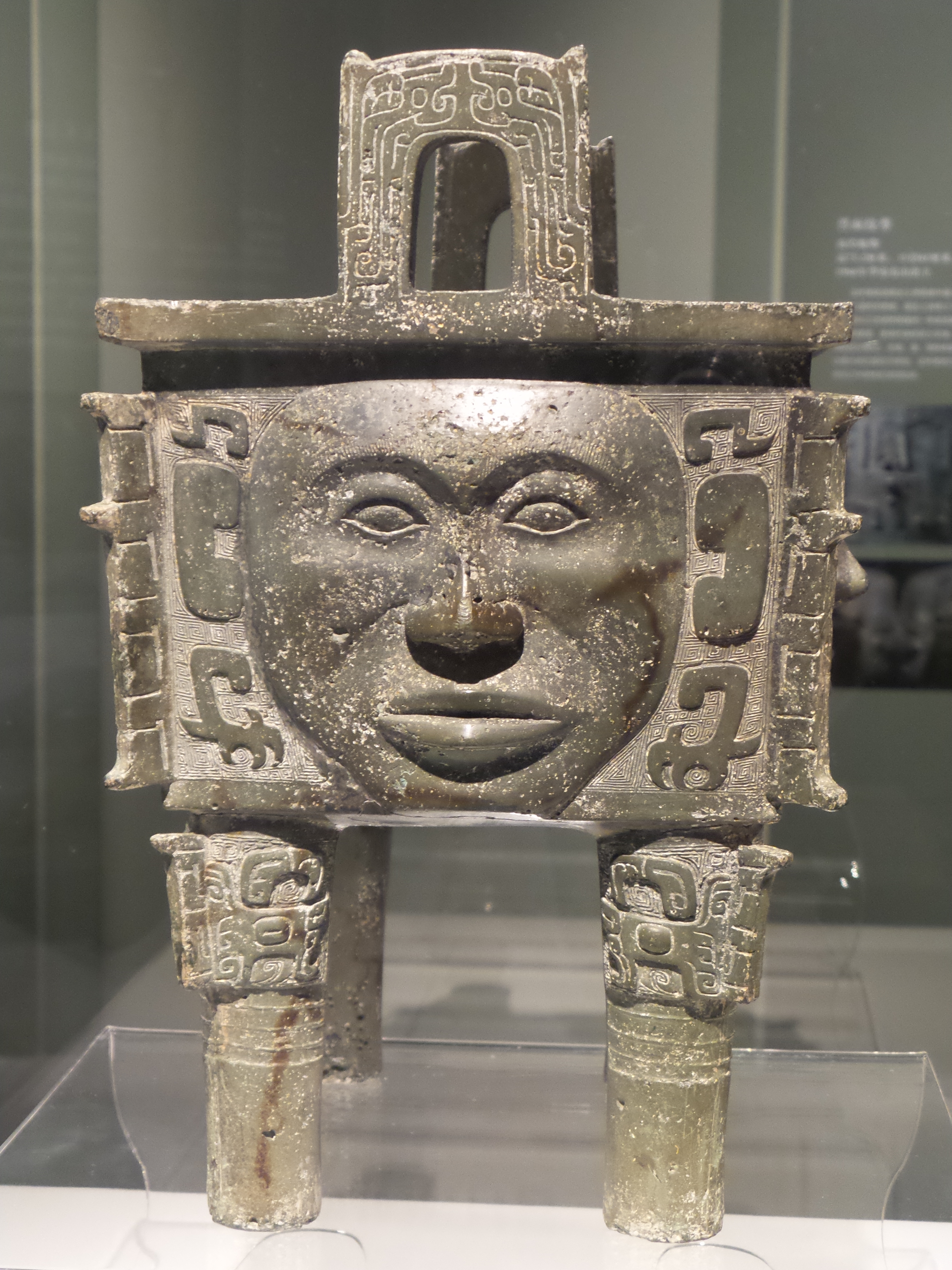
El ding Da He, de perfil.

El ding Da He o fangding Da He es un bronce ritual chino antiguo, rectangular o ding, de finales de la Dinastía Shang (c. 1600–1046 a. C.). Desenterrado en Tanheli, Ningxiang, Hunan en 1959, se encuentra en exhibición en el Museo de Hunan. Con una decoración única de un altorrelieve en forma de cara humana en cada uno de sus cuatro lados, es el único caldero de bronce chino antiguo conocido que lleva rostros humanos como decoración.

## Descripción

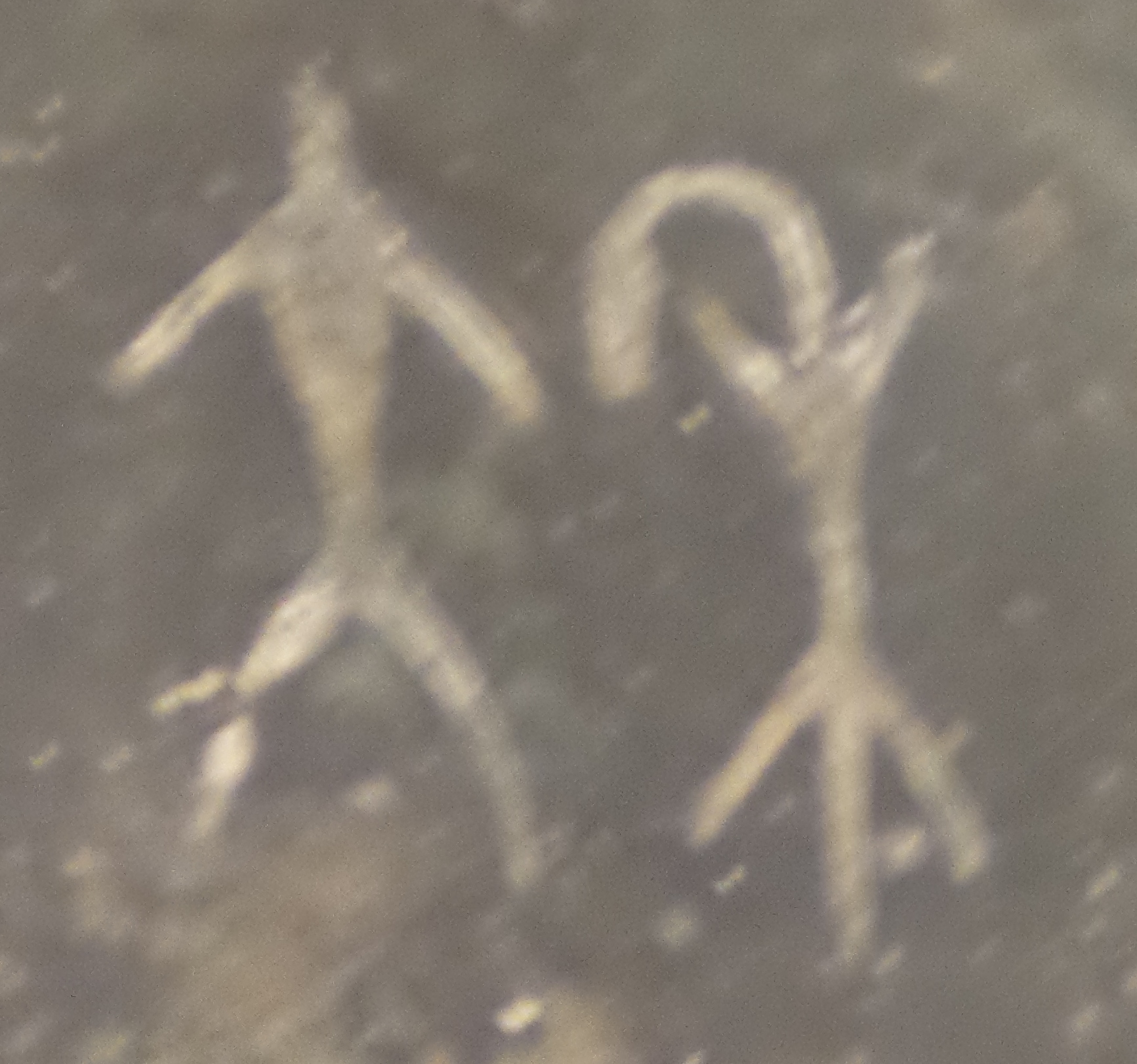
Inscripción grabada dentro del recipiente: "Da He" (大禾).

El ding Da He recibe su nombre de la inscripción en bronce en su pared interior, que dice "Da He", o sea "Mucho grano". Por ello, podría haber sido utilizado durante los sacrificios de la época de cosecha. A pesar de que el ding Da He fue descubierto en la región sur del Yangtsé, su inscripción se parece mucho a las que se encuentran en la región de Zhongyuan, centro de la dinastía Shang.
El ding es rectangular, con cuatro patas, una forma común durante la última época Shang. Tiene 38,5 centímetros de alto, y sus medidas en el borde de la abertura es de 29,8 centímetros de largo por 23,7 centímetros de amplitud, siendo ligeramente más grande en el fondo.

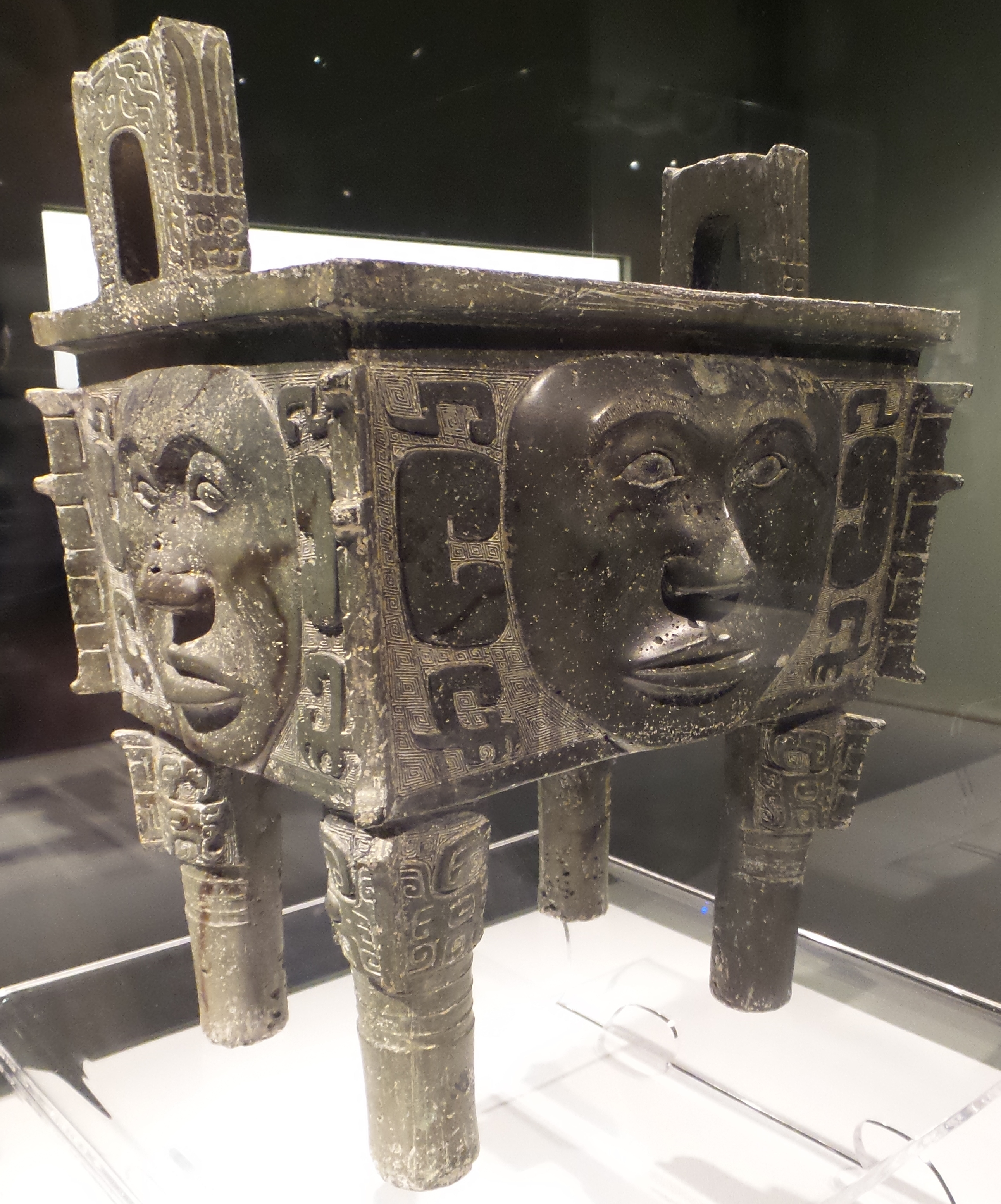
El ding Da He, vista oblicua.

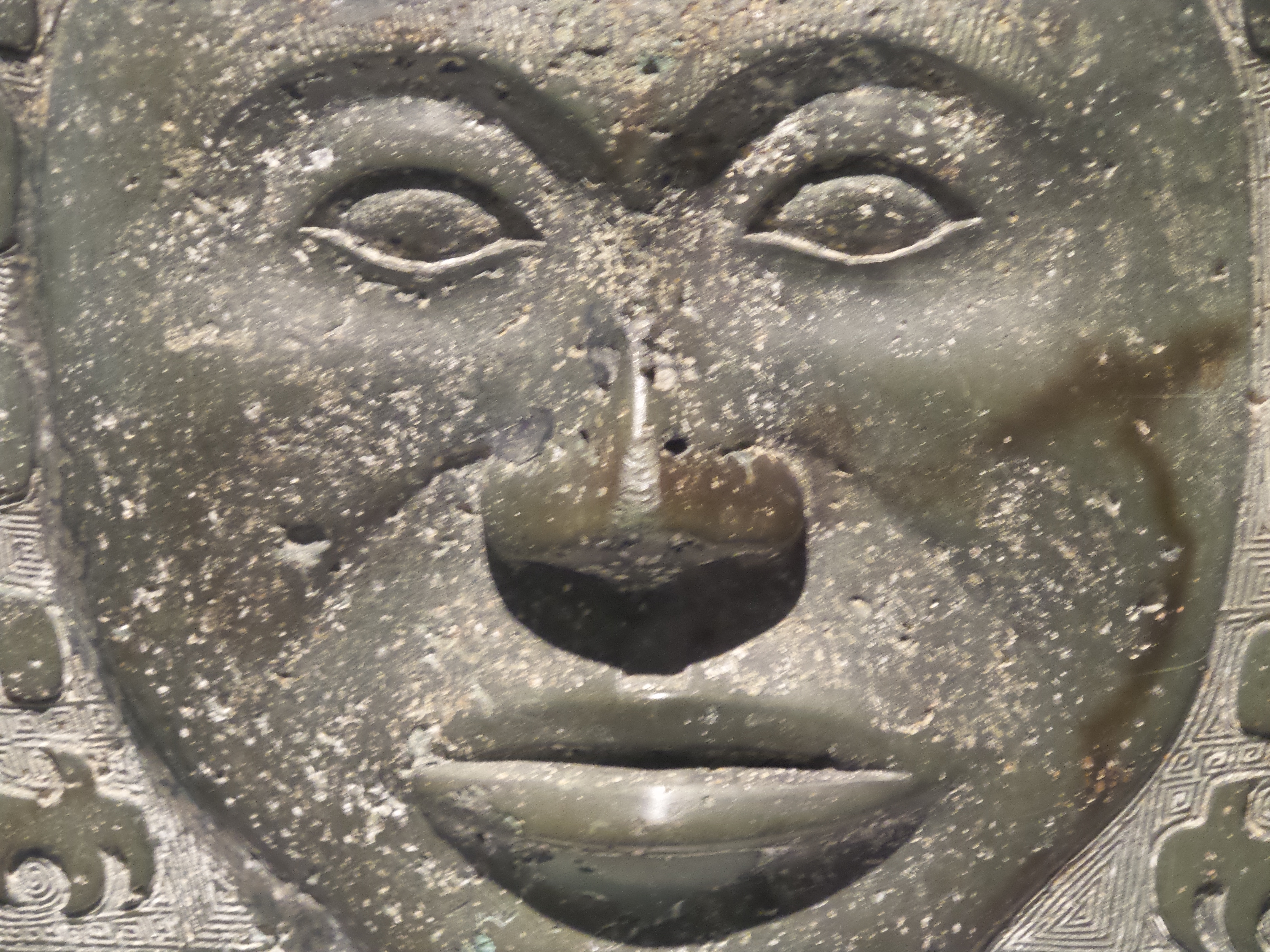
El rostro que ocupa cada lado, en primer plano.

La característica más inusual del recipiente es que cada uno de sus cuatro lados está decorado con una cara humana en altorrelieve, lo cual no se ha encontrado en ningún otro bronce antiguo chino. Alrededor de las caras hay pequeñas decoraciones simbólicas de cuernos y garras, indicando una naturaleza medio humana, medio animal de las figuras. Hay muchas especulaciones con respecto a su identidad, incluyendo figuras mitológicas antiguas como Taotie, Zhurong, Chiyou, o el Emperador Amarillo. También podrían representar máscaras Nuo o deidades ancestrales locales.

## Descubrimiento
El ding Da He fue desenterrado en 1959 en Tanheli (ahora un parque arqueológico) en la ciudad de Huangcai, Condado Ningxiang, provincia de Hunan. Un campesino cavando en su campo descubrió accidentalmente el recipiente y lo vendió como metal para la chatarra. Era durante el Gran Salto Adelante, cuando los "hornos de patio trasero" eran numerosos en China. Fue clasificado y enviado a un almacén de chatarra de cobre en Changsha, la capital de Hunan. Un empleado del Museo de Hunan que estaba destinado en el almacén para rescatar reliquias culturales, vio una pieza rota del recipiente. Buscó en el almacén las partes restantes, finalmente localizando más de diez piezas, solo faltando una pata y el fondo. Las piezas fueron reemsambladas por Zhang Xinru (张欣如), un experto en reparación del bronce en el Museo de Hunan. La pata desaparecida fue también encontrada dos años más tarde y recolocada de nuevo en el recipiente.